# Comuna urbană Celje
Celje (Mestna občina Celje) este o comună din Slovenia, cu o populație de 50.039 de locuitori (2012).

## Localități
Brezova, Bukovžlak, Celje, Dobrova, Glinsko, Gorica pri Šmartnem, Jezerce pri Šmartnem, Košnica pri Celju, Lahovna, Leskovec, Lipovec pri Škofji vasi, Ljubečna, Loče, Lokrovec, Lopata, Medlog, Osenca, Otemna, Pečovnik, Pepelno, Prekorje, Rožni Vrh, Runtole, Rupe, Slance, Slatina v Rožni dolini, Šentjungert, Škofja vas, Šmarjeta pri Celju, Šmartno v Rožni dolini, Šmiklavž pri Škofji vasi, Teharje, Tremerje, Trnovlje pri Celju, Vrhe, Začret, Zadobrova, Zvodno, Žepina